# Praszka Zawisna
Praszka Zawisna – nieczynna wąskotorowa stacja kolejowa w Praszce (w dzielnicy Zawisna), w województwie opolskim, w Polsce.